# The Hamiltons
The Hamiltons é um filme independente do gênero terror produzido nos Estados Unidos e lançado em 2006.